# Vitex carbunculorum
Vitex carbunculorum là một loài thực vật có hoa trong họ Hoa môi. Loài này được W.W.Sm. & Ramaswamy miêu tả khoa học đầu tiên năm 1914.